# Chaenopsis ocellata
Chaenopsis ocellata är en fiskart som beskrevs av Poey, 1865. Chaenopsis ocellata ingår i släktet Chaenopsis och familjen Chaenopsidae. Inga underarter finns listade i Catalogue of Life.
Exemplaren når ibland en längd av 125 mm. I ryggfenan finns 21 taggstrålar och 34 mjukstrålar. Chaenopsis ocellata har ett mörkt huvud och blåa gälar.
Arten förekommer glest fördelad i Mexikanska golfen och Karibiska havet från södra Florida till Kuba, Colombia och Venezuela. Den vistas nära kusten och dyker till ett djup av 23 meter. Individerna lever i områden med sjögräs och etablerar ett revir som försvaras intensivt.
Några exemplar fångas och hölls som akvariefisk. Hela populationen anses vara stor. IUCN listar arten som livskraftig (LC).